# Sergio Canales
Sergio Canales Madrazo (Santander, 16 de fevereiro de 1991) é um futebolista espanhol que atua como meio-campista. Atualmente, joga pelo Monterrey.

## Carreira

### Real Sociedad
O Valencia oficializou a transferência de Sergio Canales para a Real Sociedad. A contratação do meia foi anunciada oficialmente no dia 31 de janeiro de 2014, no último dia da janela de transferências do inverno europeu. O meia assinou contrato com a Real Sociedad até junho de 2018.

## Títulos
Real Madrid
- Copa del Rey: 2010–11

Real Betis
- Copa do Rei: 2021–22

Espanha
- Campeonato Europeu Sub-17: 2008
- Campeonato Europeu Sub-21: 2013
- Liga das Nações da UEFA: 2022–23